# Фестиваль європейського кіно в Севільї
Фестиваль європейського кіно в Севільї (ісп. Festival de Cine Europeo de Sevilla, англ. Seville European Film Festival, SEFF) — кінофестиваль, який з 2001 проводиться щороку в листопаді в іспанському місті Севілья (Андалусія) та орієнтований переважно на європейський кінематограф. Організатором проведення фестивалю є Інститут культури і мистецтв Севільї (ісп. Instituto de la Cultura y de las Artes de Sevilla, ICAS).

## Історія та опис
Фестиваль європейського кіно в Севільї в сучасному форматі проходить з 2004 року. До цього в місті з'явився Севільський кінофестиваль, який вперше відбувся у 1980 році за участю, зокрема, акторки Сільвії Крістель, відомої за фільмом «Еммануель». У 2001 році в Севільї відбувся Фестиваль кіно і спорту, а наступного 2004 року відбулася зміна концепції, що дала старт Фестивалю європейського кіно.
Основні фестивальні заходи проходять в театрі Лопе де Вега і в центральному торговому центрі Севільї.
До участі у фестивалі залучаються художні, документальні, короткометражні та анімаційні фільми, проводяться позаконкурсні покази тощо. За правилами заходу фільми мають бути прем'єрними для Іспанії.
На фестивалі в секції «Європейський вибір» (англ. EFA selection) беруть участь фільми, попередньо відібрані до довгого списку премії Європейської кіноакадемії та обираються номінанти на цю премію.

## Програма та нагороди
- Офіційна секція. Нагорода «Золотий хіральдільо» (ісп. Giraldillo de Oro) найкращому повнометражному фільму і €20 000 дистриб'юторові стрічки в Іспанії. Також нагорода «Срібний хіральдільо» (ісп. Giraldillo de Plata) і спеціальний приз журі та €30 000 (кожному переможцеві) дистриб'юторові фільмів в Іспанії;
- Офіційна секція. Нагорода «Срібний хіральдільо» — €10000 дистриб'юторові картини. Також нагорода в €10000 дистриб'юторові фільму в Іспанії;
- Спеціальна нагорода журі. Може присуджуватися будь-якому фільму за різні заслуги: Найкраща режисура, найкращий сценарій, найкраща акторка, найкращий актор і найкраща операторська робота;
- Нагорода найкращому фільму в секції Нові Хвилі: €10000 компанії-виробникові фільму. Також €7500 — дистриб'юторові в Іспанії;
- Нові Хвилі — друга нагорода: €5000 дистриб'юторові або компанії-виробникові;
- Нові Хвилі — неігрові фільми: €6000 дистриб'юторові або компанії-виробникові;
- EFA — Європейський вибір (англ. EFA selection): Приз глядацьких симпатій найкращому фільму та €20000 дистриб'юторові в Іспанії;
- Нагорода в секції «Молодша Європа» (англ. Europa junior): €5000 компанії-виробникові, €6000 дистриб'юторові в Іспанії;
- Євроімідж. Головна нагорода секції і €5000 дистриб'юторові фільму в Іспанії;
- Приз глядацьких симпатій фільму з категорії EFA, грошовий приз €20000;
- Секція «Андалузька панорама»: нагорода €1000 кінематографістові або компанії-виробникові короткометражного фільма-переможця в секції;
- Найкращий ігровий або документальний фільм в категорії короткометражних фільмів, грошовий приз €3000.

## Участь України
На кінофестивалі 2018 року Ґран-прі здобув український фільм «Донбас» режисера Сергія Лозниці.